# Butagaz

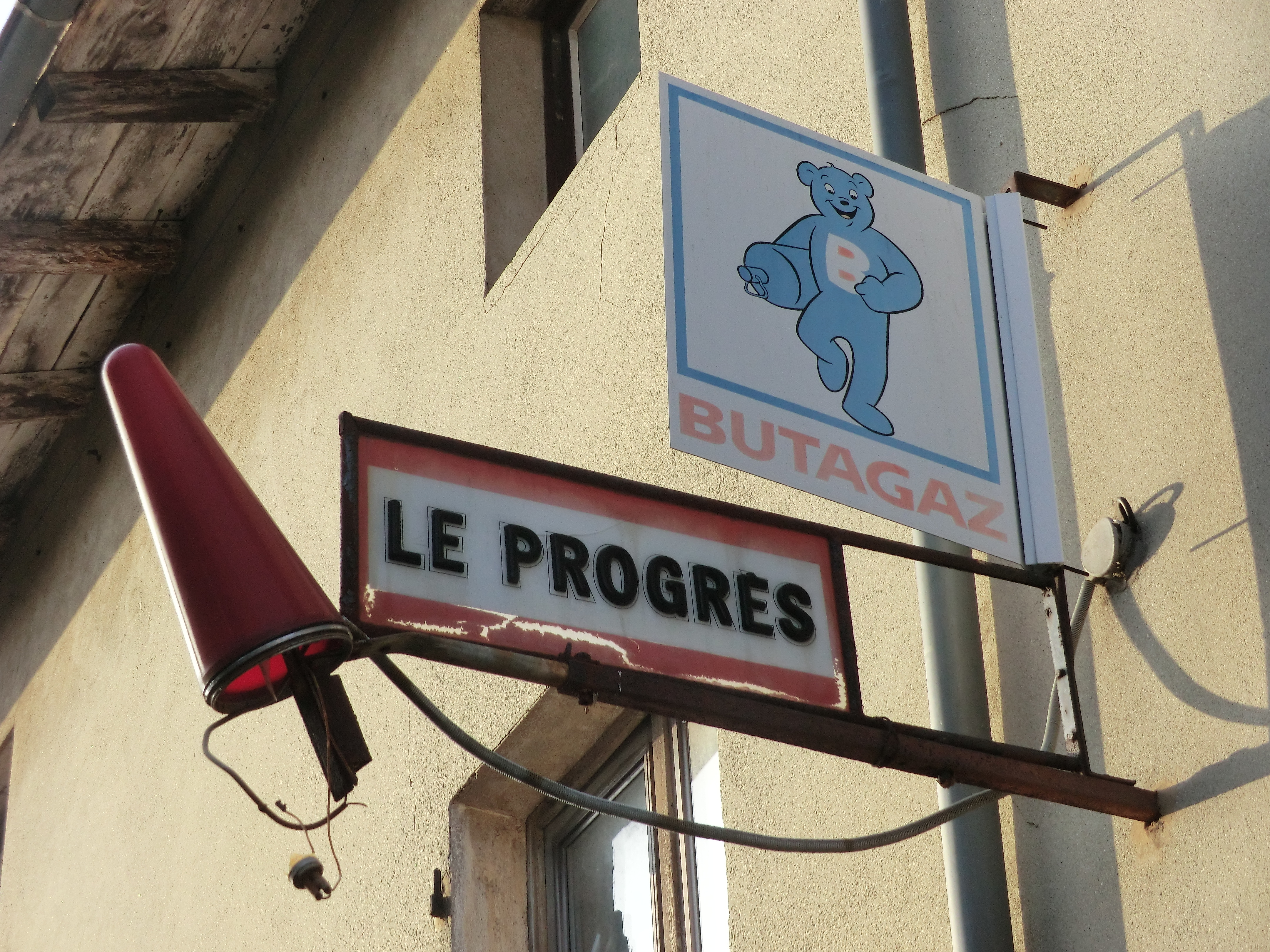
Uithangbord van Butagaz

Butagaz is een merknaam waaronder vloeibaar gemaakt butaangas, voornamelijk aan kleinverbruikers, wordt verkocht. Het bedrijf is gevestigd te Levallois-Perret.

## Geschiedenis
De oorsprong van het merk is gelegen in de in 1931 opgerichte Société pour l'Utilisation Rationelle du Gaz (URG). Dit bedrijf werd door twee Franse ingenieurs opgezet. Zij deponeerden de merken Butagaz (butaan) en Propagaz (propaan) en verkochten vloeibaar gemaakt gas in stalen flessen die reeds toen de kenmerkende blauwe kleur bezaten en 13 kg gas konden bevatten. In 1932 lieten zij de eerste lading gas vanuit de Verenigde Staten overkomen.
Van 1940 tot 1948 was flessengas in Europa nauwelijks voorhanden. De installaties van URG werden verwoest. In 1948 werd Butagaz in Nederland opnieuw in de handel gebracht. Het betrof gassen die afkomstig waren van raffinaderijen in de Rijnmond, met name Shell Pernis. Butagaz was toen reeds gelieerd aan Shell, ook in Frankrijk. In dat land vatte men de distributie van gasflessen weer op in 1949.
Werd het gas oorspronkelijk vooral gebruikt om te koken, sinds de jaren 50 van de 20e eeuw werd in Frankrijk ook het gebruik van flessengas voor ruimteverwarming en warmwaterbereiding gepropageerd. Daartoe werden vanaf 1962 ook gastanks geïnstalleerd bij gebruikers die niet over een aansluiting op het gasnet beschikten. In Frankrijk ontstonden de rekken met gasflessen en verscheen ook de blauwe beer, die als reclamemascotte dienst ging doen.
In 2010 heeft Shell de Butagazdivisie van de hand gedaan. Er bestond de dreiging dat de divisie in handen van een hedgefonds zou komen, maar uiteindelijk heeft de Braziliaanse firma Ultragaz het hoogste bod gedaan.

## Enkele gegevens
Butagaz is actief in een tiental Europese landen, waaronder Frankrijk, de Benelux, Groot-Brittannië en enkele Oost-Europese landen.
In Frankrijk, het grootste afzetgebied, heeft Butagaz een marktaandeel van 35% van het flessengas (propaan en butaan), en 27% van het vloeibare butaan en propaan. Men verkocht jaarlijks 200 kiloton aan flessengas en 450 kiloton aan gas voor gastanks.